# Cristie Kerr
Cristie Kerr (* 12. Oktober 1977 in Miami) ist eine US-amerikanische Profigolferin. Sie gewann 2007 die United States Women’s Open Championship und 2010 die LPGA Championship.

## Karriere

### Amateurin
Kerr wurde in Miami, Florida geboren. Sie spielt seit ihrem achten Lebensjahr Golf. Während ihrer sehr erfolgreichen Amateurkarriere gewann sie 1994 die Junior Orange Bowl International Golf Championship und 1995 das Women’s Western Amateur Turnier. 1995 wurde sie Spielerin des Jahres bei der American Junior Golf Association.
Sie war die beste Amateurin bei den US Open der Damen und spielte 1996 im Curtis Cup.

### Profi
Noch als Amateurin siegte sie zum ersten Mal im April 1995 bei einem professionellen Turnier der Futures Tour.
Kerrs Spiel zeichnet sich besonders durch ihre Fähigkeit beim Putten aus. Im Jahr 2005 kam sie in der Hälfte der Turniere, bei denen sie antrat, unter die ersten Zehn. In der LPGA-Punktrangliste wurde sie Zweite hinter Annika Sörenstam. 2010 gewann sie zwei der ersten zehn Turniere auf der LPGA Tour, darunter die LPGA Championship. Am 28. Juni 2010 stieg sie auf den ersten Platz der Frauen-Weltrangliste auf und hielt diese Position drei Wochen lang. Der Abstand zwischen ihr und der neuen Erstplatzierten betrug durchschnittlich 0,0006 Punkte.

## Privatleben
Kerr engagiert sich im Kampf gegen den Brustkrebs. Einer ihrer Sponsoren spendet bei jedem dritten oder besseren Platz Geld an ihre Brustkrebs-Stiftung. Sie ist verheiratet und lebt mit ihrem Mann in Arizona.